# Вайхельт, Карой
Карой Вайхельт (рум. Károly Weichelt, венг. Weichelt Károly; 2 марта 1906, Орадя — 4 июля 1971) — румынский футболист венгерского происхождения, игравший на позиции вратаря.

## Карьера

### Клубная
Начинал карьеру в «Араде», в 1926 году повесил бутсы на гвоздь, однако в 1933 году решился вернуться в большой футбол. Выступал за два клуба: «Орадя» (в её составе в Первой Лиге Румынии) и «Глория» (Арад). Окончательно завершил карьеру в 1937 году.

### В сборной
Единственную игру в сборной провёл 31 августа 1924 против Чехословакии: румыны проиграли 1:4. Числился в заявке на чемпионат мира 1934 года, но не сыграл там ни одного матча.